# Acomys cineraceus
Acomys cineraceus is een knaagdier uit het geslacht der stekelmuizen (Acomys).

## Verwantschap
Deze soort behoort tot het ondergeslacht Acomys en is daarbinnen verwant aan A. kempi, die mogelijk slechts de oostelijke populaties van A. cineraceus vertegenwoordigt. Net als veel andere stekelmuizen is A. cineraceus vroeger in de Egyptische stekelmuis (A. cahirinus) geplaatst. A. cineraceus wordt voornamelijk gedefinieerd door het karyotype (2n=48 of 50, tegenover 2n=36 bij de Egyptische stekelmuis).

## Verspreiding
Deze soort komt voor van Midden- en Zuid-Soedan en Noord-Oeganda via Midden- en Zuid-Ethiopië tot Djibouti.